# Franck Azzopardi
Franck Azzopardi (* 5. Dezember 1970 in Châtellerault) ist ein ehemaliger französischer Fußballspieler und späterer -trainer.

## Spielerkarriere
Azzopardi wurde 1983 in die Jugendabteilung des Fußballklubs Chamois Niort aufgenommen. Der für seine kämpferische Spielweise bekannte Fußballer schaffte im Verlauf der Saison 1989/90 den Sprung in die Zweitligamannschaft des Vereins. Fortan lief er regelmäßig für eine Mannschaft auf, mit der er 1991 den Abstieg in die Drittklassigkeit hinnehmen musste; diesem folgte allerdings ein Jahr darauf der direkte Wiederaufstieg. Der als mannschaftsorientiert geltende Profi konnte in der zweithöchsten französischen Spielklasse seinen Stammplatz festigen, wobei er im Verlauf der Spielzeit 1996/97 in allen 38 Partien auf dem Feld stand. Über die Jahre hinweg blieb er Niort treu und erreichte mit dem Klub immer wieder den Verbleib in der zweiten Liga, bis er den Abstieg 2005 nicht mehr vereiteln konnte. Angesichts dessen entschied er sich im selben Jahr mit 34 Jahren nach 409 Zweitligapartien für den Verein für eine Beendigung seiner Karriere, ohne jemals in der ersten Liga angetreten zu sein; allerdings sicherte er sich den Titel des Rekordspielers seines Vereins.

## Trainerkarriere
Direkt im Anschluss an das Ende seiner Laufbahn übernahm der Ex-Profi die Verantwortung als Trainer der unter 16-Jährigen bei Chamois Niort. Im Sommer 2009 wurde er zum Co-Trainer der ersten Mannschaft befördert und erlebte als solcher den Aufstieg von der vierten in die zweite Spielklasse. Dem folgte im Juni 2013 ein vereinsinterner Postenwechsel, in dessen Folge Azzopardi zum Leiter der Jugendabteilung von Niort wurde.